# Cape Perekhodnyj
Das Cape Perekhodnyj (englisch; russisch Мыс Переходный Mys Perechodny, deutsch ‚Kap Übergang‘) ist ein Kap an der Knox-Küste des ostantarktischen Wilkeslands. Es liegt im Gebiet der Bunger-Oase.
Wissenschaftler einer sowjetischen Antarktisexpedition kartierten und benannten es im Jahr 1956. Das Antarctic Names Committee of Australia übertrug diese Benennung ins Englische.